# Мутье, Николя
Николя Мутье (фр. Nicolas Moutier; род. 3 марта 1983, Париж) — французский тромбонист и музыкальный педагог; солист Страсбургского филармонического оркестра, преподаватель Страсбургской консерватории, лауреат международных конкурсов.
С 2001 по 2006 год Николя Мутье учился в Парижскую консерваторию и окончил её с отличием. Некоторое время он играл в Национальном оркестре Капитолия Тулузы и выступал в составе других парижских оркестров как приглашённый музыкант. С 2006 года Мутье — солист Страсбургского филармонического оркестра и преподаватель Страсбургской консерватории. В период с 2005 по 2011 год он стал лауреатом нескольких международных конкурсов как солист и участник брасс-квинтета, в том числе фестиваля «Пражская весна» в 2011 году. Николя Мутье также занимает пост вице-президента ассоциации тромбонистов Франции.